# 小太郎一個人生活
《小太郎一個人生活》是津村麻美（津村マミ）所創作的日本漫畫，開始連載於《Big Comic Superior》2015年第7號。截至2022年9月，累積發行超過170萬本。本作在2018年第1屆電子漫畫大賞獲頒男性部門獎。
2021年獲朝日電視台改編為電視劇，橫山裕主演，4月22日至6月26日期間播映。電視劇第二季《你回來了! 小太郎一個人生活》於2023年4月15日至6月10日播出。
改編動畫於2022年3月10日在Netflix上播出。

## 故事概要
4歲的佐藤小太郎在沒有任何監護人陪同的情況，向房東簽約住進「清水公寓」展開獨居生活。小太郎的出現，不僅引起清水公寓和其他人們的關注，還讓眾人在和小太郎互動的過程中，察覺虐待兒童的嚴重問題與自身的課題。

## 角色列表

### 清水公寓
佐藤小太郎/並木幸多朗（演：川原瑛都，聲：釘宮理惠）
本作主角。搬進清水公寓203號房的4歲男孩。過去與母親遭父親家暴，母親則疏於照顧他並發展婚外情，後來小太郎與母親的外遇對象舉報父親，導致父親被法院頒發禁止令，母親則於拋棄他離家出走不久後逝世。被送進兒少福利院生活期間與亮太、佑成為好友，但由於父親找上福利院威脅帶走他，遂透過當時負責接洽案件的律師羽生冬志協助逃離福利院，出於對父親的自責兼避開後者，獨自在清水公寓租屋生活，由律師小林綾乃定期送來資金（母親遺留的保險金）繳房租和應對生活開銷。平常靠自己打理三餐，為應對所在套房沒有浴室的問題，總是和其他公寓住戶光顧公眾浴場。
由於曾經歷家暴環境、受虐挨餓被迫食用衛生紙充饑、被父親透過團體合照追蹤的經驗，導致小太郎對衛生紙相當講究，養成儲備衛生紙和不抗拒任何食物的習慣，不但出現潔癖傾向、夢遊症、創傷後壓力症候群，還變得很害怕拍照。連在戶外行動時，也會特別尋找能夠藏身的地方。曾為其占卜的占卜師和狩野對其評語為「蘊含著吸引異性的能量，不希望被人討厭，所以習慣在各方面處事以溫柔為本」。
初期人際關係疏離，但隨著房東與同棟住戶釋出關懷，逐漸敞開心房和清水公寓和關心他的人們建立交情。在漫畫最終話揭露本名「並木幸多朗」，因為接到父親的來電，經由清水公寓的住戶們陪同與父親會談，理解了母親因病死去的真相，及在母親留下的影片和狩野的引導下，向父親表達自己的真實想法，最終在是否與父親同住間做出決定，離開清水公寓前向公寓的房東與住戶們感謝關照。
狩野進（演：橫山裕，聲：增田俊樹）
202號房的租客，曾獲得漫畫賞但現今生活拮据的漫畫家，31歲。兒時家境貧困，加著初中時父母死於意外事故，被安排寄宿在親戚家，養成察顏觀色與對金錢執著的習慣。情史豐富，初登場時因為搞錯時任女友宏美（聲：本渡楓）的名字被甩。曾經和小太郎的母親小夜梨有短暫交集。
故事初期曾過著家裡蹲的生活，漫畫作品更被編輯評為「故事結構感強，但畫風過時，殘念感很重」。起先對小太郎在公寓獨居和忽然找他感到突兀，但在和小太郎光顧澡堂後，不但開始關懷照顧小太郎，還嘗試和人群互動，更因為小太郎的支持令作品逐漸進步。有時候也會委託小太郎擔任漫畫助理。漫畫第170話被占卜師預測無法成為大紅大紫的漫畫家。隨劇情進展對自己隱瞞小太郎母親過世的真相忐忑不安，後來開始在便利商店兼差。最終隨著得知小太郎已經理解母親病逝才釋懷，面對小太郎決定和父親生活，雖然不捨仍尊重其選擇。
秋友美月（演：山本舞香，聲：早見沙織）
201號房的租客，擔任女公關的年輕女子。為人善良，過往曾有和小太郎相似的孤獨經歷，經常被男友索討錢財和暴力相向。初遇小太郎和狩野進時曾誤認兩者為父子，但因為小太郎準備冷飲讓她冷敷哭過的雙眼而深受感動，跟著其他住戶關懷小太郎。直至小太郎等人發現她被男友掌摑造成的臉部瘀青，被小太郎提醒男友會對她造成危險後正式搬離清水公寓。漫畫後期在溫泉旅行事件再次和清水公寓房客們同遊，相當關切小太郎。
田丸勇（演：生瀨勝久，聲：諏訪部順一）
102號房的租客，外型兇惡實則照顧他人的中年男子。喜歡小孩。為引薦美月在清水公寓租屋的關鍵人物。原本背部有紋身，但顧及家庭改將紋身移除。因為與妻子離婚後，被妻子禁止與兒子勇太會面，遂將對勇太的情感投射在小太郎的身上，後來透過小太郎的協助修補親子關係。
清水夫婦
年長的夫婦，清水公寓的房東。通融小太郎獨自在清水公寓的套房租屋生活。
武井菫（聲：田村睦心）
粉領族，在美月搬走後住進公寓的201號房。平常做事幹練且略帶強勢，熱衷美食，但不擅應對小孩。擁有營養方面的知識。兒時因為母親忽然對她產生厭惡感、仍為近身接觸她配戴手套的經歷，變得排斥拋棄式手套。起先相當介意小太郎的存在，但隨著和小太郎的互動、狩野進說明小太郎的經歷後，與小太郎拉近距離，在幼稚園舉行伙食會時促成幼稚園和家長留意園童飲食習慣。後來透過小太郎的協助學會騎乘腳踏車
青田（聲：齊藤壯馬）
私家偵探，受小太郎的父親委託調查小太郎的所在處。過去曾經遭父母虐待，導致身上殘留著傷疤。為了執行委託暫住在清水公寓103號房，被狩野進等人與小太郎發現他的意圖，但因為在接觸小太郎的過程中，後者道出「請告訴父親，再等一下」的話語，遂透過職場同夥幫助有著類似境遇的小太郎避開父親的調查。搬離清水公寓前，小太郎和公寓住戶為他舉辦歡送會，從小太郎的手裡獲贈放大鏡作為送別禮。
宇田桃葉
研究生，青田的夥伴，小太郎母親小夜梨生前的婚外情對象。個性淡定，相當在意飲食與親密關係之間的連結。與小夜梨交往期間察覺她遭丈夫施虐，加著偶遇小太郎向他求助，隨即向警方舉報小太郎的父親致其被捕。
透過青田得知小太郎的住處，為接近後者搬進清水公寓103號房，初期小太郎與清水公寓眾人因為他與小夜梨的關係特意保持距離，但經歷許多事件後也融入清水公寓的圈子。
佐藤小夜梨 / 和宮小夜梨（聲：山村響）
小太郎搬進清水公寓前的前任101號房租客，小太郎的母親，婚前舊姓和宮。和武井一樣，喜歡魚的滋味但不擅常撥掉魚骨頭。生前經常遭丈夫虐待，雖然會保護小太郎但也經常忽略他，與宇田桃葉發展婚外情。與丈夫分開後，因獨自照顧小太郎而壓力過大，最終離家出走拋棄小太郎以避免做出無可挽回的事。獨居期間曾暫住清水公寓與狩野進有過短暫交流，感嘆倘若狩野進是小太郎的父母，將會是再好不過的事，搬離清水公寓前將栽種的仙人掌留給狩野進照顧。過身前委任鈴野法律事務所所長鈴野直正協助身後事宜和向小太郎隱瞞過世消息，由鈴野法律事務所代為管理她遺留的保險金和關切小太郎。
狩野進與小太郎至和宮家墳前掃墓期間，狩野進曾特意掩蓋刻有小夜梨名字的墓碑，隱瞞小夜梨逝世的真相。

### 清水幼稚園相關者
拓太
清水幼稚園星星組的園童。曾經因為無法忍耐母親的嘮叨，邀請小太郎和他離家出走，直至理解小太郎獨自生活的處境始決定返家。
山本翔
清水幼稚園星星組的園童。因為父母忙於工作，平常由傭人吉田（聲：小若和郁那）照顧生活。與小太郎釣小龍蝦的事件中，被小太郎提醒小孩子的存在脆弱、需要學習自救的事實，透過小太郎指導學會味噌湯的製法，決定經常抽空陪伴小太郎。
奈奈、真美
清水幼稚園的園童。
野崎美代
清水幼稚園家長會幹事，30歲。最初因為看見狩野進參加家長會的神情，與其他家長對他留下負面印象，但後來因為狩野進號召人手協助夏日祭典而改觀。
澤田加奈（聲：田澤茉純）
清水幼稚園星星組的園童。因為母親（聲：直田姬奈）的公司倒閉，母親不希望她和富有人家的孩子玩，便屢次被託付給狩野進，讓她和小太郎待在租屋處玩。後由於狩野進點醒加奈母親，才讓加奈母親意識自己的問題。
螢（聲：黑澤朋世）
清水幼稚園星星組的園童。天生體質虛弱。因為小太郎探視他的期間給他一顆橘子、被提醒不能持續軟弱成為朋友。後為避免將感冒傳染給他人，主動退出遊戲和告知透子協助處理，被小太郎稱讚是真正的強者。
玲央
清水幼稚園星星組的園童。因為父親經常忽視母親的緣故，造成玲央的母親為搏得媽媽友們認同，努力學習健康食譜和安排玲央學習英語，卻同時造成玲央的壓力。後由於小太郎提醒玲央母親已經過度承擔責任，才讓玲央母親開始學習適時放鬆，讓母子關係好轉。
吉
清水幼稚園星星組的園童。因為母親忙於工作，養成盡可能不請求母親幫忙的習慣，由小太郎暗中幫助，後來受狩野影響決定鼓起勇氣親自向母親提出請求。
伊佐
清水幼稚園月亮組的園童。因為遭母親不當對待，罹患容易猝睡的解離症。花輪老師曾多度規勸伊登的母親，但未能如願。後與母親的互動略有好轉。
二葉透子（演：出口夏希，聲：森嶋優花）
清水幼稚園星星組的老師，23歲。被小太郎稱為「老師姐姐」。為人親切，雖然因為工作需求常保持笑容，實則對自己表現不自然感到擔憂。初期對小太郎異於同齡孩子的言行舉止感到不解，但由於狩野進經常過來照應小太郎、獲知小太郎的概略經歷而對兩者留下深刻印象，被小太郎提點只需自然露出笑容後，便不再擔憂形象問題。
戶部真佳奈
新任清水幼稚園星星組的老師，23歲。因為曾經擔任夜店女服務生的影響，言談舉止間常流露夜店氣息。經常在戀愛時遭遇不好的對象。與透子和小太郎交流後，推斷小太郎的潔癖可能源自過往不慎弄髒物件被斥責的經驗。
花輪（演：西畑大吾）
清水幼稚園月亮組的老師。兒時因為被母親虐待的經驗，罹患容易在特定情境忽然睡著的解離症，立志讓受她幫助的孩子能夠在心理健康的狀態成長。偶然注意到園童伊佐與她擁有類似的情況，經由小太郎說明理解猝睡症狀與負面經驗的關聯性。

### 親友相關者
並木匡惺/小太郎的父親（聲：中村和正）
因為虐待妻子與小太郎被警方收押，出獄後被發佈禁止接近小太郎的禁止令仍試圖找出小太郎的行蹤，並多次通過偵探探查小太郎行蹤。本姓「並木」。後期與鈴野直正會談期間透露自己對家人抱有歉疚之情，還有為了和小太郎共同生活接受心理治療，與小太郎電話通話期間透露小夜梨的死訊。漫畫最終話致電小太郎請他會面懇談，詢問是否願意與他生活的意願，聽見小太郎的真實想法後，尊重小太郎的決定，並在事後和狩野交談中表現對小太郎的關愛。
福野（演：大倉孝二，聲：澤城千春）
負責輔助狩野進創作的「小學社」漫畫責任編輯，姓氏於127話提及。已經結婚育有女兒，有時候會因為工作需求在假日加班。經常對狩野進提出較嚴格的評語，其實對他抱持高度期盼，才會要求後者提升畫工。過去曾任樂團鼓手，為此在狩野進號召人手協助夏日祭典期間負責演奏太鼓。被小太郎提點需要多陪伴家人後，雖對小太郎的早熟印象深刻，但也期盼他能擁有更多快樂和笑容，有時候會抽空拜訪關懷小太郎。真人版戲劇版名為福野一平（日语：ふくの いっぺい）。
小林綾乃（演：百田夏菜子，聲：花守由美里）
鈴野法律事務所的新人律師，27歲。平常個性認真，但是喝醉酒會做出連串脫線行為。受托接收小太郎的個案，起先因為知悉他的背景經歷、羽生囑託要支持鼓勵對方的需求、小太郎舉辦歡迎會的表現感到情感沉重，但在羽生交給她小太郎定期給事務所的生活日記後，意識到小太郎的心意，決定親自處理小太郎的案件，定期將小太郎母親遺留的保險金交給他當成生活費。隨著經常造訪清水公寓，也被小太郎與狩野進視為友人。
羽生冬志
鈴野法律事務所的律師，綾乃的前輩，名字在漫畫122話提及。過去親自接洽待在兒少福利所的小太郎時，不巧遇見小太郎的父親闖入機構試圖帶走小太郎，雖及時將小太郎帶出福利所，但也察覺小太郎出現創傷後壓力症候群，決定將小太郎的案件託付給綾乃。經常適時提醒綾乃與小太郎互動的注意事項。
鈴野直正
鈴野法律事務所的所長，羽生和綾乃的上司。過去曾任小夜梨的委任律師，協助小夜梨處理身後事。由於顧及小夜梨生前希望向小太郎隱瞞死訊的意願，向清水公寓的房東夫妻委託將小太郎安排避開小夜梨生前居住的套房，負責繳交小太郎的房租。後期和小太郎的父親會談，確認對方狀況後，向狩野提出可以讓小太郎和對方見面會談的建議。
亮太（聲：石川界人）
小太郎在兒少福利院時期認識的朋友，18歲。擅長且熱衷攝影，和小太郎同樣喜歡「將軍超人」。原本是被父母拋棄在兒少福利院門口的棄嬰，生日1月4日，但習慣將自己與兒少福利院聚會慶祝的日子（1月11日）視為生日。過去曾將自己的相機留給小太郎，但是小太郎在離開福利院時順便帶走他的相機，他則在離開福利院後擔任木工維生。小太郎依照約定與他拍攝英仙座流星雨兼歸還相機時，亮太將相機裡的記憶卡留給小太郎作為紀念。後為了佑利用小太郎一事，將佑痛扁了一頓，仍安排他在自己的團隊工作。
勇太
田丸勇的兒子，因為父母離婚，選擇跟著母親生活。曾私底瞞著母親與田丸勇會面，被田丸勇以不希望他違約在非約定日期見面為由請回。
佑（演：松島聰 ，聲：橘龍丸）
小太郎在福利院時期認識的朋友，說話常夾雜英語。還在福利院時期因為和小太郎擁有類似的經歷，成為小太郎第一個敞開心扉的對象，但在背地裡多次竊取院方與院童的財物。離開福利院成為牛郎後，屢遭他人背叛，變得不相信人性。因為欠下消費貸，以亟需搬家費用為由透過亮太找上小太郎，但被狩野進、綾乃、小太郎察覺他的意圖，獲知小太郎的資金來源和真心信任他的心意後，正式向小太郎懺悔，辭去牛郎的工作與亮太共事。
秀（聲：矢作紗友里）
小太郎在兒童足球俱樂部認識的小學生。起先對技巧不熟練小太郎不以為然，但在比賽過程中因為聽見教練的訓話，聯想起被父母斥責否定的記憶，及時因為小太郎的安慰才平復心情。
新田茜（演：高梨臨，聲：Lynn）
狩野進的前女友，討厭被人同情，時常和現任男友吵架後，暫時借住在狩野進的套房。原認為狩野進應以漫畫事業為優先，勸他不可過度涉入和小太郎的關係，後體認小太郎其實是狩野進創作的支持者，請小太郎關照狩野進。
橫居（聲：山橋正臣）
報社「朝顏新聞」的送報人員，上班首日因為腸胃不適遲到，被小太郎提醒應事先告知顧客。得知小太郎獨居的事實後，小太郎與他約定透過報紙累積份量，判讀是否平安的訊息，決定繼續服務小太郎。隨劇情進展成為固定和小太郎往來的友人。

### 其他角色
田辺里江
住在清水公寓附近的年長婦人，因為罹患失智症無法順利記住人事物，平常需要配戴記載姓名和聯絡方式的告示牌。小太郎為了讓里江方便認出他，特地自製寫有名字的名牌。後來經由女兒和女婿的安排住進安養中心，至此和小太郎道別。
金城（聲：中村和正）
藉著偽裝目標親友、透過電話騙取錢財的詐騙集團人員。過去因為疏於親子互動，導致妻子選擇離婚和帶著兒子離開他。後因為試圖詐騙小太郎的時候得知其境遇，應其要求說出「你真努力，很棒」的話語，感悟自己忽略孩子的感受，為了找回自己的人生正式離開詐騙集團。
大葉（聲：落合弘治）
大葉牙科的主治醫師。過往曾因為經手被母親虐待忽視的兒童病患，為了避免未能及時察覺相同的案例，定立為兒童病患看診時必須聊天理解對方生活狀態的慣例。起先因為將兒童門診時間固定成一小時，引來診所助理波江（聲：久保由利香）的質疑，後親自說明利用看診時間關切兒童病患的緣由，從小太郎蛀牙復原的狀態，判讀出他已脫離遭虐待處境。
玉森（聲：西山宏太朗）
服裝設計師，相當著重衣服的保養清潔。原本不理解小太郎經常按門鈴找他和附近住戶的用意，直至搬家前聽見友人戶村（聲：羽鳥佑）的說明與搜尋資料，始理解被忽視兒童的行為與處境，臨行前將自己設計的衣服贈與小太郎。
長先生
前職業廚師，因故成為街友露宿在郊外。偶遇小太郎後提出付費條件，教導小太郎製作料理，奠定小太郎獨居生活自理飲食的基礎。
廣末頑二
附近地區的獨居長者，自從妻子笑美代過世後，過著不依靠任何人的生活，實則渴望與他人敞開心扉。後透過小太郎提點學會與人搭話的技巧，變得親近小太郎。
真極光雄
經常為小太郎與武井堇服務的按摩師傅，向武井堇說明按摩的原理，還有小太郎實為渴求慰藉才會喜歡按摩的心態。

## 出版書籍
| 卷數 | 小學館         | 小學館                 | 北京联合出版公司 | 北京联合出版公司       |
| 卷數 | 發售日期       | ISBN                   | 發售日期         | ISBN                   |
| ---- | -------------- | ---------------------- | ---------------- | ---------------------- |
| 1    | 2015年12月28日 | ISBN 978-4-09-187355-2 | 2025年3月        | ISBN 978-7-5596-7709-9 |
| 2    | 2016年9月30日  | ISBN 978-4-09-187788-8 | 2025年3月        | ISBN 978-7-5596-7709-9 |
| 3    | 2017年8月30日  | ISBN 978-4-09-189625-4 | 2025年3月        | ISBN 978-7-5596-7709-9 |
| 4    | 2018年5月30日  | ISBN 978-4-09-189882-1 | 2025年3月        | ISBN 978-7-5596-7709-9 |
| 5    | 2019年1月30日  | ISBN 978-4-09-860211-7 | 2025年3月        | ISBN 978-7-5596-7709-9 |
| 6    | 2019年10月30日 | ISBN 978-4-09-860411-1 | 2025年3月        | ISBN 978-7-5596-7709-9 |
| 7    | 2020年9月30日  | ISBN 978-4-09-860717-4 | 2025年3月        | ISBN 978-7-5596-7709-9 |
| 8    | 2021年9月30日  | ISBN 978-4-09-861152-2 | 2025年3月        | ISBN 978-7-5596-7709-9 |
| 9    | 2022年6月30日  | ISBN 978-4-09-861322-9 | 2025年3月        | ISBN 978-7-5596-7709-9 |
| 10   | 2023年8月30日  | ISBN 978-4-09-862552-9 | 2025年3月        | ISBN 978-7-5596-7709-9 |

## 電視劇
改編電視劇《小太郎一個人生活》，2021年4月24日至6月26日於朝日電視台系列「周六好剧」時段播出，主演為橫山裕，此亦為橫山裕首部主演電視連續劇。
原作漫畫主角為四歲兒童小太郎，改編電視劇將主角設定為住在小太郎隔壁的鄰居狩野進，透過狩野的視角描述小太郎的故事。
續篇《你回來了!小太郎一個人生活》自2023年4月15日至6月10日於同時段播出。

### 演員列表

#### 第一季
- 狩野進：橫山裕
- 佐藤小太郎：川原瑛都
- 秋友美月：山本舞香
- 花輪景介：西畑大吾
- 小林綾乃：百田夏菜子
- 青田學：間宮祥太朗
- 二葉透子：出口夏希
- 鈴野牧男：光石研
- 岡朝子：峯村理惠
- ：瀧藤賢一
- 福野一平：大倉孝二
- 清水爺爺、清水奶奶：尾形一成
- 田丸勇：生瀨勝久
- 岩永佑：松島聰

#### 第二季
- 狩野進：橫山裕
- 佐藤小太郎：川原瑛都
- 秋友美月：山本舞香[25]
- 小林綾乃：百田夏菜子[25]
- 鈴野牧男：光石研[25]
- 小太郎父親：瀧藤賢一[25]
- 福野一平：大倉孝二[25]
- 清水爺爺、清水奶奶：尾形一成[25]
- 田丸勇：生瀨勝久[25]
- 岩永佑：松島聰[25]
- 宇田桃葉：白洲迅[25]

## 網絡動畫

### 製作人員
- 原作：
- 導演：牧野友映
- 構成：佐藤裕
- 人物設定：木村友美

## 外部連結
- 漫畫的X（前Twitter）（日語）
- 電視劇官方網站 （页面存档备份，存于）（日語）
- 網絡動畫官方網站 （页面存档备份，存于）（日語）
- 網絡動畫的X（前Twitter）（日語）
- 電視劇官方網站（日語）

| 朝日電視台系列 週六好劇                                      | 朝日電視台系列 週六好劇                             | 朝日電視台系列 週六好劇                |
| ------------------------------------------------------------ | --------------------------------------------------- | -------------------------------------- |
|                                                              | 小太郎一個人生活 （2021.4.24 - 2021.6.26）          |                                        |
| 寫不出來？編劇吉丸圭佑的無情節生活 （2021.1.16 - 2021.3.13） | 高校英雄 （2021.7.31 - 2021.9.18）                  |                                        |
| 想踢沉迷男的女人 （2023.1.14 - 2023.3.18）                   | 你回来了!小太郎一个人生活 （2023.4.15 - 2023.6.10） | 敲響密室之門 （2023.7.29 - 2023.9.23） |